# Belforte del Chienti
Belforte del Chienti est une commune italienne d'environ 1 800 habitants, située dans la province de Macerata, dans la région Marches, en Italie centrale.L'

## Géographie
Belforte del Chienti est une petite commune à mi-chemin entre la montagne et la mer, dans la partie centre-sud de la région des Marches. Elle se trouve à 347 m d’altitude, au sommet d’une hauteur qui domine au sud la vallée de la rivière Chienti et se trouve à 27 km au sud-ouest de la capitale de la province Macerata.

## Histoire
Le nom du village dérive de l’heureuse position géographique et indique justement un "Bel Forte" ou "belle forteresse".
Le château construit au XIIe siècle fait immédiatement partie de la juridiction de Camerino jusqu’en 1255 quand il s’allie avec Tolentino pour se livrer à cette dernière en 1256.
Le passage officiel à Tolentino se fait sous Henri II Vintimille en 1260.
En 1435, Belforte est annexé aux domaines que présentait déjà Francesco Sforza.
Par la suite, l’histoire de Belforte del Chienti fait partie de celle des États pontificaux et du nouvel État italien.

## Monuments et patrimoine

### Église sant'Eustachio
Elle se trouve sur la place du village et les documents la citent à partir de 1218, bien que sa forme actuelle remonte à la période postérieure au tremblement de terre de 1741, comme indiqué dans une épigraphe présente sur le mur extérieur sur lequel il est écrit : Turris haec / a fulm[ine] ac terrem[otu] / percussa / restau[rata] fuit / a[nno] Domaines /MDCCXXXXI /.
Cette tour, après avoir été frappée par la foudre et le tremblement de terre, fut restaurée dans l’année du Seigneur 1741. L’œuvre, renfermée dans un cadre raffiné et précieux en bois doré, mesure 4,83 m de hauteur pour une largeur de 3,25 m se compose de douze panneaux dont cinq constituent le registre inférieur et sept le registre supérieur; de dix-huit miroirs dont six sont insérés dans les piliers latéraux et douze dans la prédelle, et de cinq médaillons. Au total, les planches figurées s’élèvent à trente-cinq ; s’y ajoutent les deux cartes latérales avec les inscriptions dans lesquelles apparaissent les noms des commanditaires et l’année d’exécution. La signature du peintre se trouve sur la marche à la base du trône de la Vierge. Après la récente restauration, l’œuvre a retrouvé son ancienne place près du maître-autel. En continuant le long du mur de droite, on trouve un tableau dans lequel figurent la Madone avec l’enfant (appelée aussi Madone contre les tempêtes), saint Eustache et saint Eleuterio. Dès que l’on entre dans l’église, sur la gauche, on peut voir la statue de saint Eustache à bord de son cheval, œuvre portée en procession pendant la fête du Saint Patron de la Ville (le 20 mai).

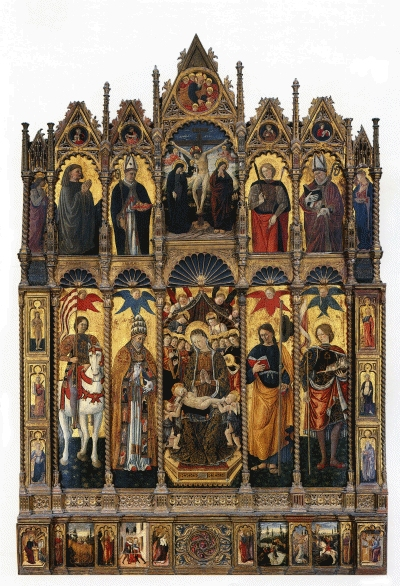
Polyptyque, église Sant'Eustachio à Belforte del Chienti, 1468

#### Église de San Sebastiano
L'église désacralisée construite en 1469 accueille aujourd’hui le Musée Dynamique d’Art Contemporain

#### Église san Giovanni
Les fondations de l’église remonte à la moitié du Trecento. Le bâtiment était destiné à l'origine aux sœurs bénédictines, puis occupé par les moines dominicains. 
Les églises du XVe siècle :

#### Église de Santa Maria D'Antegiano
Les édifices civiles :

#### Statue d'Anselmo Ciappi
Les portes de la Ville :

## Administration
| Période                                  | Période | Identité | Étiquette | Qualité |
| ---------------------------------------- | ------- | -------- | --------- | ------- |
|                                          |         |          |           |         |
| Les données manquantes sont à compléter. |         |          |           |         |

### Communes limitrophes
Caldarola, Camporotondo di Fiastrone, Serrapetrona, Tolentino